# Saint-Genès-la-Tourette
Saint-Genès-la-Tourette est une commune française, située dans le département du Puy-de-Dôme en région Auvergne-Rhône-Alpes.

## Géographie

### Localisation

#### Lieux-dits et écarts
- la Baque
- la Bâtisse
- la Bâtisse Basse
- Baye
- Bel-Air
- le Bois Bauthier
- le Bouchet
- les Bouleaux
- le Bourg
- les Bugettes
- Cacherat
- Champfoulat
- la Chardie
- le Chassaing
- Claret
- les Courtines
- Crain
- la Croix Grande
- la Farge
- le Faux
- la Forie
- Fridefont
- la Fronde
- Grosmont
- le Jalady
- Lespure
- Louchaux
- Maredon
- Marge
- la Matione
- le Montel
- le Moulin de la Rode (avec Chaméane)
- le Moulin Vacher
- le Pouzadoux
- Pouveroux
- la Quartonnée
- le Réal
- les Sagne
- Sautarel
- Sauvade
- le Teil
- les Verriers

#### Communes limitrophes
Ses communes limitrophes sont Aix-la-Fayette, Condat-lès-Montboissier, Échandelys, Saint-Germain-l'Herm, Saint-Quentin-sur-Sauxillanges et Le Vernet-Chaméane.

### Climat
Pour des articles plus généraux, voir Climat d'Auvergne-Rhône-Alpes et Climat du Puy-de-Dôme.
En 2010, le climat de la commune est de type climat des marges montargnardes, selon une étude du Centre national de la recherche scientifique s'appuyant sur une série de données couvrant la période 1971-2000. En 2020, Météo-France publie une typologie des climats de la France métropolitaine dans laquelle la commune est exposée à un climat de montagne ou de marges de montagne et est dans la région climatique  Nord-est du Massif Central, caractérisée par une pluviométrie annuelle de 800 à 1 200 mm, bien répartie dans l’année. 
Pour la période 1971-2000, la température annuelle moyenne est de 9 °C, avec une amplitude thermique annuelle de 16,2 °C. Le cumul annuel moyen de précipitations est de 878 mm, avec 9,6 jours de précipitations en janvier et 7,5 jours en juillet. Pour la période 1991-2020, la température moyenne annuelle observée sur la station météorologique de Météo-France la plus proche, « Saint-Germain-L Herm », sur la commune de Saint-Germain-l'Herm à 8 km à vol d'oiseau, est de 8,0 °C et le cumul annuel moyen de précipitations est de 1 067,3 mm,. Pour l'avenir, les paramètres climatiques de la commune estimés pour 2050 selon différents scénarios d'émission de gaz à effet de serre sont consultables sur un site dédié publié par Météo-France en novembre 2022.

## Urbanisme

### Typologie
Au 1er janvier 2024, Saint-Genès-la-Tourette est catégorisée commune rurale à habitat très dispersé, selon la nouvelle grille communale de densité à sept niveaux définie par l'Insee en 2022.
Elle est située hors unité urbaine et hors attraction des villes,.

### Occupation des sols
L'occupation des sols de la commune, telle qu'elle ressort de la base de données européenne d’occupation biophysique des sols Corine Land Cover (CLC), est marquée par l'importance des territoires agricoles (64,7 % en 2018), en augmentation par rapport à 1990 (63 %). La répartition détaillée en 2018 est la suivante : 
prairies (44,2 %), forêts (35,3 %), zones agricoles hétérogènes (20,5 %). L'évolution de l’occupation des sols de la commune et de ses infrastructures peut être observée sur les différentes représentations cartographiques du territoire : la carte de Cassini (XVIIIe siècle), la carte d'état-major (1820-1866) et les cartes ou photos aériennes de l'IGN pour la période actuelle (1950 à aujourd'hui).

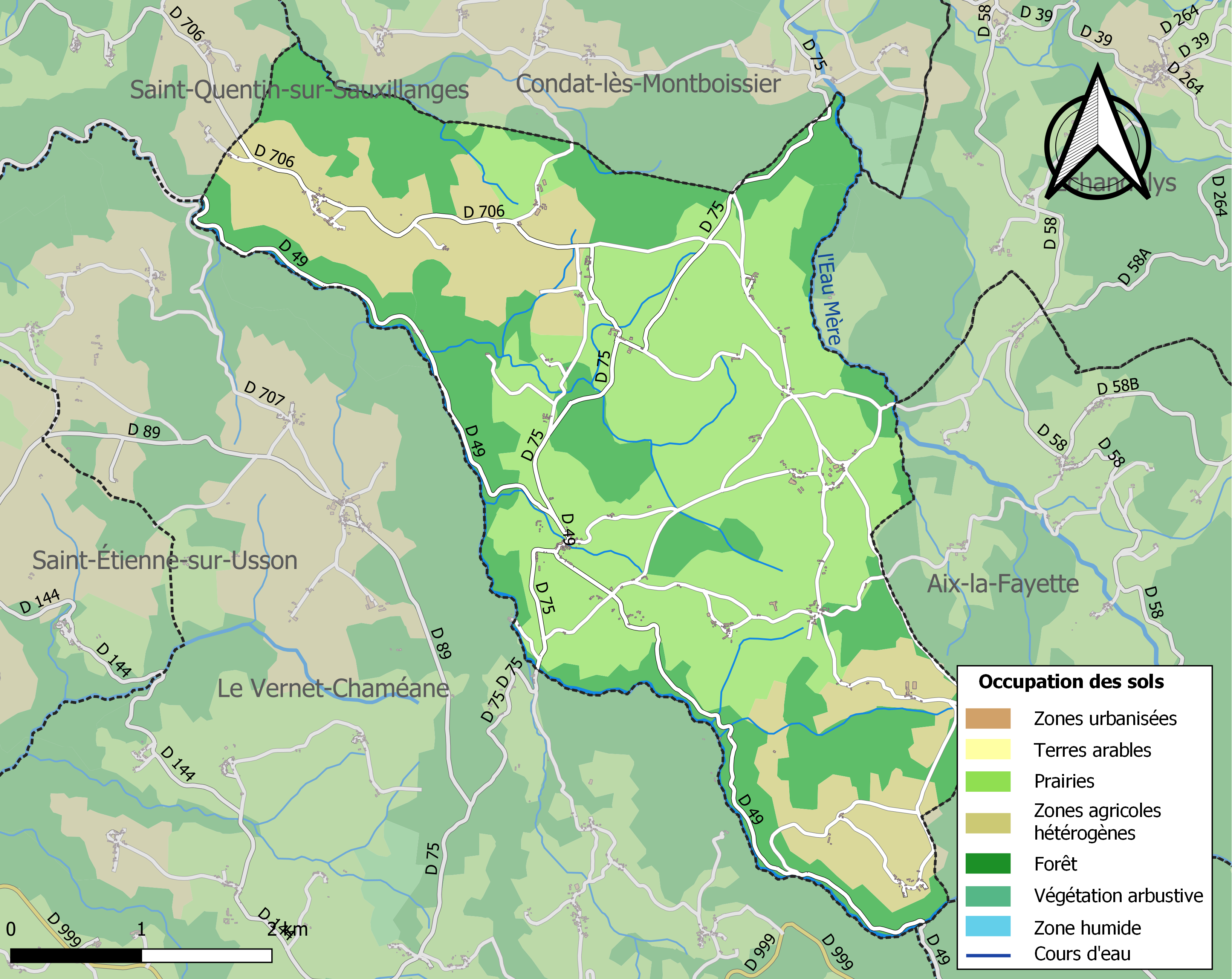
Carte des infrastructures et de l'occupation des sols de la commune en 2018 (CLC).

## Histoire
Les traces les plus anciennes remontent au XIIIe siècle avec l'apparition d'une tour de garde au lieu-dit la Tourette. Relais de Chasse pour les seigneurs du Drac, les modalités d'évolution vers un village organisé ne sont pas connues. On remarque simplement que l'église de Saint-Gênés laisse apparaître des traces des XIIe et XIIIe siècles.
La paroisse fut longtemps découpée en de multiples petits domaines et fiefs, le plus important restant le Réal avec sa maison forte. Les familles nobles du Floquet puis de la Chassaigne de Sereys s'y sont succédé. Cette dernière fit ensuite construire le château de Saint-Genés au milieu du XVIIIe siècle.
Au cours de la période révolutionnaire de la Convention nationale (1792-1795), la commune a porté le nom de La Tourette.

## Politique et administration
| Période                                  | Période                        | Identité            | Étiquette | Qualité      |
| ---------------------------------------- | ------------------------------ | ------------------- | --------- | ------------ |
| Les données manquantes sont à compléter. |                                |                     |           |              |
| 1896                                     | 1900                           | Guillaume Genestier |           |              |
| mars 2001                                | 2020                           | Pierre-Luc Fraisse  |           |              |
| 2020                                     | En cours (au 7 septembre 2020) | Odile Gilbert       |           | Agricultrice |

## Population et société

### Démographie
L'évolution du nombre d'habitants est connue à travers les recensements de la population effectués dans la commune depuis 1793. Pour les communes de moins de 10 000 habitants, une enquête de recensement portant sur toute la population est réalisée tous les cinq ans, les populations de référence des années intermédiaires étant quant à elles estimées par interpolation ou extrapolation. Pour la commune, le premier recensement exhaustif entrant dans le cadre du nouveau dispositif a été réalisé en 2008.

En 2022, la commune comptait 189 habitants, en évolution de +6,78 % par rapport à 2016 (Puy-de-Dôme : +2,1 %, France hors Mayotte : +2,11 %).
| 1793 | 1800 | 1806  | 1821 | 1831  | 1836  | 1841  | 1846  | 1851  |
| ---- | ---- | ----- | ---- | ----- | ----- | ----- | ----- | ----- |
| 597  | 626  | 1 058 | 908  | 1 106 | 1 170 | 1 243 | 1 275 | 1 255 |

| 1856  | 1861  | 1866  | 1872  | 1876  | 1881  | 1886  | 1891  | 1896  |
| ----- | ----- | ----- | ----- | ----- | ----- | ----- | ----- | ----- |
| 1 196 | 1 157 | 1 272 | 1 201 | 1 191 | 1 182 | 1 115 | 1 135 | 1 066 |

| 1901 | 1906 | 1911 | 1921 | 1926 | 1931 | 1936 | 1946 | 1954 |
| ---- | ---- | ---- | ---- | ---- | ---- | ---- | ---- | ---- |
| 985  | 908  | 828  | 705  | 663  | 581  | 541  | 463  | 388  |

| 1962 | 1968 | 1975 | 1982 | 1990 | 1999 | 2006 | 2008 | 2013 |
| ---- | ---- | ---- | ---- | ---- | ---- | ---- | ---- | ---- |
| 308  | 306  | 271  | 217  | 194  | 176  | 184  | 186  | 181  |

| 2018 | 2022 | - | - | - | - | - | - | - |
| ---- | ---- | - | - | - | - | - | - | - |
| 182  | 189  | - | - | - | - | - | - | - |

## Culture locale et patrimoine

### Patrimoine naturel
La commune de Saint-Genès-la-Tourette est adhérente du parc naturel régional Livradois-Forez.

### Personnalités liées à la commune
- Le docteur Pierre Balme, historien et « chantre » de l'Auvergne a habité souvent au château dans les années 1942-1953. Il est le fondateur de la revue l'Auvergne littéraire et le beau-père de Roland Cailleux.
- Roland Cailleux, médecin et écrivain (Saint-Genès ou la vie brève).
- Gide, en 1940, a été rapatrié par Roland Cailleux, son médecin à Nice et a habité dans le château de Saint-Genès-la-Tourette dont Cailleux était propriétaire (voir le Journal de Gide).